# Xenylla
Genre
Xenylla est un genre de collemboles de la famille des Hypogastruridae.

## Liste des espèces
Selon Checklist of the Collembola of the World (version du 19 novembre 2019) :
- Xenylla abichiana Winter, 1963
- Xenylla acauda Gisin, 1947
- Xenylla alba Folsom, 1932
- Xenylla andrzeji Busmachiu & Weiner, 2008
- Xenylla aristides Fernando, 1959
- Xenylla asiatica Martynova, 1975
- Xenylla atrata (Salmon, 1944)
- Xenylla auka Christiansen & Bellinger, 1992
- Xenylla australiensis da Gama, 1974
- Xenylla babenkoi Stebaeva & Potapov, 1994
- Xenylla badakhshanica Yosii, 1966
- Xenylla bellingeri da Gama, 1969
- Xenylla betulae Fjellberg, 1985
- Xenylla boerneri Axelson, 1905
- Xenylla brasiliensis da Gama, 1978
- Xenylla brevicauda Tullberg, 1869
- Xenylla brevispina Kinoshita, 1916
- Xenylla californica da Gama, 1976
- Xenylla canadensis Hammer, 1953
- Xenylla capensis Weiner & Najt, 1991
- Xenylla capitata Thibaud & Massoud, 1980
- Xenylla capixaba Fernandes & de Mendonça, 2010
- Xenylla cassagnaui da Gama, 1983
- Xenylla caudata Jordana, 1993
- Xenylla cavarai Caroli, 1914
- Xenylla cavernarum Jackson, 1927
- Xenylla changchunensis Wu & Yin, 2007
- Xenylla changlingensis Wu & Yin, 2007
- Xenylla christianseni da Gama, 1974
- Xenylla claggi Wise, 1970
- Xenylla collis Bacon, 1914
- Xenylla constricta von Olfers, 1907
- Xenylla continentalis Stebaeva & Potapov, 1994
- Xenylla convexopyga Lee, Park & Park, 2005
- Xenylla corticalis Börner, 1901
- Xenylla deharvengi da Gama, 1983
- Xenylla dotata Lee, Park & Park, 2005
- Xenylla duchesnea Wray, 1958
- Xenylla fernandesi da Gama, 1974
- Xenylla franzi Steiner, 1955
- Xenylla gamae Cardoso, 1967
- Xenylla gisini Cardoso, 1968
- Xenylla gomerensis Fjellberg, 1992
- Xenylla granulosa da Gama, 1966
- Xenylla greensladeae da Gama, 1974
- Xenylla grisea Axelson, 1900
- Xenylla hadialii Baijal, 1955
- Xenylla hawaiiensis da Gama, 1969
- Xenylla helena Scott, 1937
- Xenylla hexagona Fjellberg, 1992
- Xenylla hodori Neves & de Mendonça, 2017
- Xenylla humicola (Fabricius 1780)
- Xenylla inermis Olfers, 1907
- Xenylla jamaicensis da Gama, 1969
- Xenylla jocquei André, 1988
- Xenylla kenyensis da Gama, 1969
- Xenylla kirgisica Martynova, 1976
- Xenylla laurisilvae Fjellberg, 1992
- Xenylla lawrencei da Gama, 1967
- Xenylla lesnei Denis, 1935
- Xenylla littoralis Womersley, 1933
- Xenylla longicauda Folsom, 1898
- Xenylla longispina Uzel, 1890
- Xenylla longistriata Lee, Park & Park, 2005
- Xenylla louisiana da Gama, 1976
- Xenylla malasica da Gama, 1969
- Xenylla malayana Salmon, 1951
- Xenylla manuelae Queiroz & Mendonça, 2016
- Xenylla manusiensis da Gama, 1967
- Xenylla marina Lee, Park & Park, 2005
- Xenylla maritima Tullberg, 1869
- Xenylla martynovae Dunger, 1983
- Xenylla mediterranea da Gama, 1964
- Xenylla mongolica Martynova, 1975
- Xenylla mucronata Axelson, 1903
- Xenylla murphyi da Gama, 1969
- Xenylla myrmecophila Stebaeva & Potapov, 1994
- Xenylla namia Park, 2016
- Xenylla neivai da Gama, 1966
- Xenylla nepalensis da Gama, 1988
- Xenylla nigeriana da Gama & Lasebikan, 1976
- Xenylla nirae da Gama & de Oliveira, 1994
- Xenylla nitida Tullberg, 1871
- Xenylla obscura Imms, 1912
- Xenylla occidentalis Womersley, 1933
- Xenylla octooculata Carpenter, 1928
- Xenylla orientalis Handschin, 1932
- Xenylla osetica Stebaeva & Potapov, 1994
- Xenylla pallescens (Scott, 1960)
- Xenylla paludis (Bacon, 1914)
- Xenylla piceeta Stebaeva & Potapov, 1994
- Xenylla pomorskii Skarzynski, Piwnik & Porco, 2018
- Xenylla portoricensis da Gama, 1976
- Xenylla proxima Denis, 1931
- Xenylla pseudobrevicauda Ritter, 1911
- Xenylla pseudomaritima James, 1933
- Xenylla pyrenaica Cassagnau, 1959
- Xenylla raynalae Najt, Thibaud & Weiner, 1990
- Xenylla reducta Prabhoo, 1971
- Xenylla rhodesiensis Womersley, 1926
- Xenylla saludoi Izarra, 1970
- Xenylla schillei Börner, 1903
- Xenylla simberloffi da Gama, 1974
- Xenylla similata Denis, 1948
- Xenylla sincta Baijal, 1956
- Xenylla spinosissima Najt & Rubio, 1978
- Xenylla stachi da Gama, 1966
- Xenylla stepposa Stebaeva, 1980
- Xenylla subacauda Stebaeva & Potapov, 1994
- Xenylla subbellingeri da Gama, 1976
- Xenylla subcavernarum da Gama, 1969
- Xenylla subcorta (Salmon, 1941)
- Xenylla szeptyckii Skarzynski, Piwnik & Porco, 2018
- Xenylla tadzhika Martynova, 1968
- Xenylla thailandensis da Gama, 1986
- Xenylla thiensis Deharveng & Najt, 1988
- Xenylla trisubloba Stebaeva & Potapov, 1994
- Xenylla tullbergi Börner, 1903
- Xenylla uniseta da Gama, 1963
- Xenylla vanharteni Weiner, Najt & Pasnik, 2012
- Xenylla victoriana da Gama, 1980
- Xenylla vilhenaorum da Gama, 1966
- Xenylla villiersi Thibaud, 1963
- Xenylla wandae Queiroz & Mendonça, 2016
- Xenylla weinerae Jia & Skarzynski, 2019
- Xenylla welchi Folsom, 1916
- Xenylla wilsoni da Gama, 1974
- Xenylla womersleyi da Gama, 1974
- Xenylla xavieri da Gama, 1959
- Xenylla yosiiana da Gama, 1971
- Xenylla yucatana Mills, 1938
- Xenylla zairensis Martynova, 1979
- Xenylla zavattari (Tarsia, 1939)

## Publication originale
- Tullberg, 1869 : Om skandinaviska Podurider af underfamiljen Lipurinae. Akademisk Afhandling, Uppsala, p. 1–20.